# Biskupi La Paz
Biskupi La Paz – lista ordynariuszy i biskupów pomocniczych, pełniących swoją posługę biskupią na terenie archidiecezji La Paz

## Diecezja La Paz

### Ordynariusze
- 1608-1616: abp Domingo Valderrama y Centeno, OP
- 1617-1631: bp Pedro de Valencia
- 1633-1639: bp Feliciano de la Vega Padilla
- 1639-1645: bp Alonso de Franco y Luna
- 1645-1647: bp Francisco de la Serna, OSA
- 1647-1680: wakat
- 1680-1694: bp Juan Queipo de Llano y Valdés
- 1694-1697: bp Bernardo de Carrasco y Saavedra, OP
- 1702-1708: bp Nicolás Urbano de la Mota y Haro
- 1708-1721: bp Diego Morcillo Rubio de Auñón de Robledo, OSST
- 1723-1730: bp Alejo Fernando de Rojas y Acevedo
- 1731-1742; bp Agustín Rodríguez Delgado
- 1742-1746: bp Salvador Bermúdez y Becerra
- 1746-1746: bp José de Peralta Barrionuevo y Rocha Benavídez, OP
- 1752-1762: bp Diego Antonio de Parada
- 1764-1878: bp Gregorio Francisco de Campos
- 1797-1816: bp Remigio de La Santa y Ortega
- 1818-1827: bp Antonio Sánchez Matas, OFM
- 1827-1837: wakat
- 1837-1868: bp Francesco Leone de Aguirre
- 1864-1874: bp Calisto Clavio
- 1874-1901: bp Giovanni di Dio Bosque
- 1901-1909: bp Nicolás Armentia Ugarte, OFM
- 1916-1919: bp Dionisio Avila
- 1920-1921: bp Celestino Loza
- 1924-1934: bp Augusto Sieffert, CSsR
- 1938-1943: bp Abel Isidoro Antezana y Rojas, CMF

## Archidiecezja La Paz

### Ordynariusze
- 1943-1967: abp Abel Isidoro Antezana y Rojas, CMF
- 1967-1987: abp Jorge Manrique Hurtado
- 1987-1996: abp Luis Sáinz Hinojosa, OFM
- 1996-2020: abp Edmundo Abastoflor Montero
- od 2020.: abp Percy Galván

### Biskupi pomocniczy
- 1950-1951: bp José Clemente Maurer, CSSR, biskup tytularny Cea
- 1952-1956: bp Jorge Manrique Hurtado, biskup tytularny Hadrumetum
- 1956-1965: bp José Armando Gutiérrez Granier, biskup tytularny Pionia
- 1960-1981: bp Gennaro Maria Prata Vuolo, SDB, biskup tytularny Hadriania
- 1968-1982: bp Andrea Bernardo Schierhoff, biskup tytularny Pumentum
- 1969-1995: bp Adhemar Esquivel Kohenque, biskup tytularny Tarija
- 1978-1982: bp Julio Terrazas Sandoval, CSSR, biskup tytularny Apisa Maius
- 1982-1987: abp Alejandro Mestre Descals, SJ, arcybiskup tytularny Tigisi in Mauretania
- 1983-1988: bp Luis Morgan Casey, biskup tytularny Mibiarca
- 1983-2000: bp Gonzalo Ramiro del Castillo Crespo, OCD, biskup tytularny Themisonium
- 1988-1994: bp Jesús Juárez Párraga, SDB, biskup tytularny Gummi in Proconsulari
- 1988-1992: bp Nino Marzoli, CR, biskup tytularny Nara
- 2002-2012: bp Oscar Omar Aparicio Céspedes, biskup tytularny Citium
- 2014-2020: bp Aurelio Pesoa Ribera OFM, biskup tytularny Leges
- 2014-2019: bp Jorge Ángel Saldía Pedraza OP, biskup tytularny Felbes